# Île Chuckanut
L'île Chuckanut est une île de l'État de Washington aux États-Unis appartenant administrativement au comté de Whatcom.

## Description
Elle s'étend sur environ 190 m de longueur pour une largeur de plus de 170 m et abrite la Chuckanut Island, Cyrus Gates Memorial Preserve